# Douvaine
Douvaine (früher italienisch Dovano) ist eine französische Gemeinde im Département Haute-Savoie in der Region Auvergne-Rhône-Alpes. Sie ist Hauptort des Kantons Douvaine. Die Gemeinde liegt in der Weinbauregion Savoie. Weißweine aus der Rebsorte Gutedel (lokal Chasselas genannt) dürfen unter der geschützten Herkunftsbezeichnung Crépy vermarktet werden.

## Geographie
Douvaine liegt auf 428 m, 16 Kilometer nordöstlich der Stadt Genf (Luftlinie), nahe an der Staatsgrenze zur Schweiz. Die Gemeinde erstreckt sich in der Ebene des Bas-Chablais, am Nordwestfuß des Mont de Boisy, südlich des Genfersees.
Die Fläche des 10,54 km² großen Gemeindegebiets umfasst einen nur wenig reliefierten Abschnitt der Ebene des Bas-Chablais. Das Plateau, das rund 60 m höher als der Seespiegel des Genfersees liegt, wird durch die Bäche Ruisseau de Chamburaz, Ruisseau des Léchères und Vion, die alle ihr Quellgebiet bei Douvaine haben, zum Genfersee entwässert. Im Südosten erstreckt sich das Gemeindeareal an den Hang des Mont de Boisy, an dem mit 520 m die höchste Erhebung von Douvaine erreicht wird.
Zu Douvaine gehören die Weilersiedlungen Aubonne (428 m) und Bachelard (429 m) in der Ebene sowie Chilly (445 m) und Le Bourg Neuf (438 m) am Fuß des Mont de Boisy. Nachbargemeinden von Douvaine sind Massongy im Nordosten, Ballaison im Osten, Loisin im Süden und Chens-sur-Léman im Westen.

## Geschichte
Das Gebiet um Douvaine war bereits zur Römerzeit bewohnt. Der Ort selbst hat seinen Ursprung vermutlich in der Burgunderzeit. Im Mittelalter hieß das Marktstädtchen Dovenum.
Im Mittelalter bildete die Region um Douvaine während längerer Zeit ein Zankapfel zwischen den Grafschaften von Savoyen, Faucigny und Genf, bis 1355 das gesamte Gebiet an den Grafen von Savoyen gelangte. Von 1536 bis 1567 (Vertrag von Lausanne) stand das Gebiet unter Berner Herrschaft. Später teilte Douvaine die Geschichte von Savoyen.

## Sehenswürdigkeiten
Der heutige Bau der Dorfkirche stammt aus dem 19. Jahrhundert; vom mittelalterlichen Vorgängerbau ist der romanische Glockenturm (12. Jahrhundert) erhalten. Von den profanen Bauwerken sind das Manoir Chapuis (1799), die alten Häuser im Dorfkern, das in einem ausgedehnten Park stehende Château de Troches aus dem 16. und 17. Jahrhundert mit Rundtürmen und einem viereckigen Bergfried sowie das Maison forte de Chilly zu erwähnen.

## Bevölkerungsentwicklung
| Jahr                       | 1962 | 1968 | 1975 | 1982 | 1990 | 1999 | 2006 | 2017 |
| Einwohner                  | 1237 | 1440 | 2202 | 2724 | 3354 | 3859 | 4494 | 5948 |
| Quellen: Cassini und INSEE |      |      |      |      |      |      |      |      |

## Bevölkerung
Mit 6788 Einwohnern (Stand 1. Januar 2022) gehört Douvaine zu den mittelgroßen Gemeinden des Départements Haute-Savoie. In den letzten Jahrzehnten wurde ein kontinuierliches starkes Wachstum der Einwohnerzahl verzeichnet. Außerhalb des alten Dorfkerns bildeten sich ausgedehnte Einfamilienhausquartiere.

## Wirtschaft und Infrastruktur
Douvaine war bis weit ins 20. Jahrhundert hinein ein vorwiegend durch die Landwirtschaft geprägtes Dorf. Am Westhang des Mont de Boisy wird Weinbau betrieben. Heute gibt es verschiedene Betriebe des lokalen Kleingewerbes und Firmen des Bau- und Transportgewerbes sowie Handelsunternehmen. Zahlreiche Erwerbstätige sind Wegpendler, die in der Region Thonon-les-Bains oder in der Agglomeration Genf ihrer Arbeit nachgehen.
Die Ortschaft liegt an der Hauptstraße, die von Genf nach Thonon-les-Bains führt. In diese Hauptstraße mündet bei Douvaine die von Annemasse herkommende N206. Weitere Straßenverbindungen bestehen mit Chens-sur-Léman und Messery.